# Olympische Sommerspiele 2020/Rugby – Frauen
Das olympische Frauenturnier im Siebener-Rugby bei den Olympischen Spielen 2020 fand vom 29. bis 31. Juli 2021 statt. Insgesamt nahmen zwölf Mannschaften teil. Austragungsort war das Tokyo Stadium. Den Olympiasieg sicherte sich erstmals Neuseeland.

## Qualifikation
Qualifiziert hatten sich folgende Mannschaften:
| Qualifikationswettbewerb                           | Datum                            | Ort               | Plätze | Qualifizierte Teams |
| -------------------------------------------------- | -------------------------------- | ----------------- | ------ | ------------------- |
| Gastgeber                                          | 7. September 2013                | Buenos Aires      | 1      | Japan               |
| World Rugby Sevens Series 2019                     | 20. Oktober 2018 – 16. Juni 2019 | verschiedene Orte | 4      | Neuseeland          |
| World Rugby Sevens Series 2019                     | 20. Oktober 2018 – 16. Juni 2019 | verschiedene Orte | 4      | Vereinigte Staaten  |
| World Rugby Sevens Series 2019                     | 20. Oktober 2018 – 16. Juni 2019 | verschiedene Orte | 4      | Kanada              |
| World Rugby Sevens Series 2019                     | 20. Oktober 2018 – 16. Juni 2019 | verschiedene Orte | 4      | Australien          |
| Südamerikanisches Qualifikationsturnier            | 1. – 2. Juni 2019                | Lima              | 1      | Brasilien           |
| 7er-Rugby-Nord- / Zentralamerikameisterschaft 2019 | 6. – 7. Juli 2019                | George Town       | 0 1    | —                   |
| Europäisches Qualifikationsturnier                 | 13. – 14. Juli 2019              | Kasan             | 1      | Großbritannien      |
| 7er-Rugby-Afrikameisterschaft 2019                 | 12. – 13. Oktober 2019           | Jemmal            | 1      | Kenia 2             |
| 7er-Rugby-Ozeanienmeisterschaft 2019               | 7. – 9. November 2019            | Suva              | 1      | Fidschi             |
| Asiatisches Qualifikationsturnier                  | 9. – 10. November 2019           | Guangzhou         | 1      | China               |
| Olympisches Qualifikationsturnier                  | 19. – 20. Juni 2020              | Monaco            | 2 1    | Frankreich          |
| Olympisches Qualifikationsturnier                  | 19. – 20. Juni 2020              | Monaco            | 2 1    | ROC                 |
| Gesamt                                             | Gesamt                           | Gesamt            | 12     | 12                  |

## Spielplan

### Vorrunde
Die Erst- und Zweitplatzierten jeder Gruppe qualifizierten sich direkt für das Viertelfinale. Des Weiteren qualifizierten sich die zwei besten Gruppendritten ebenfalls für das Viertelfinale.

#### Gruppe A
| Pl. | Mannschaft     | S | U | N | Ergb. | Diff. | Pkt. |
| --- | -------------- | - | - | - | ----- | ----- | ---- |
| 1.  | Neuseeland     | 3 | 0 | 0 | 88:28 | + 60  | 9    |
| 2.  | Großbritannien | 2 | 0 | 1 | 66:38 | + 28  | 7    |
| 3.  | ROC            | 1 | 0 | 2 | 47:59 | − 12  | 5    |
| 4.  | Kenia          | 0 | 0 | 3 | 19:95 | − 76  | 3    |

| 29. Juli 2021 11:00 Uhr | ROC                                                                        | 12 : 14 | Großbritannien                                                      | Tokyo Stadium, Chōfu Schiedsrichter: Lauren Jenner (Neuseeland) |
| 29. Juli 2021 11:00 Uhr | Versuche: Chamidowa 1. n.erh. Seredina 12. erh. Erhöhungen: Seredina (1/2) | Bericht | Versuche: Brown (2) 4. erh., 14.+1 erh. Erhöhungen: Aitchison (2/2) | Tokyo Stadium, Chōfu Schiedsrichter: Lauren Jenner (Neuseeland) |

| 29. Juli 2021 11:30 Uhr | Neuseeland | 29 : 7  | Kenia                                             | Tokyo Stadium, Chōfu Schiedsrichter: Sara Cox (England) |
| 29. Juli 2021 11:30 Uhr | Versuche: Fluhler 1. n.erh. Blyde (2) 3. erh., 9. erh. Woodman 5. n.erh. Broughton 11. n.erh. Erhöhungen: Nathan-Wong (2/5) | Bericht | Versuche: Lindo 7.+1 erh. Erhöhungen: Okulu (1/1) | Tokyo Stadium, Chōfu Schiedsrichter: Sara Cox (England) |

| 29. Juli 2021 18:30 Uhr | Neuseeland                                                                                          | 26 : 21 | Großbritannien                                                                    | Tokyo Stadium, Chōfu Schiedsrichter: Amy Perrett (Australien) |
| 29. Juli 2021 18:30 Uhr | Versuche: Blyde (3) 5. erh., 7. n.erh., 13. erh. Nathan Wong 11. erh. Erhöhungen: Nathan-Wong (3/4) | Bericht | Versuche: Rowland 1. erh. Jones 2. erh. Joyce 4. erh. Erhöhungen: Aitchison (3/3) | Tokyo Stadium, Chōfu Schiedsrichter: Amy Perrett (Australien) |

| 29. Juli 2021 19:00 Uhr | ROC | 35 : 12 | Kenia                                                           | Tokyo Stadium, Chōfu |
| 29. Juli 2021 19:00 Uhr | Versuche: Sosonowa 2. erh. Seredina 4. erh. Schestakowa 2. erh. Tiron 9. erh. Kukina 13. erh. Erhöhungen: Seredina (4/4) Luschina (1/1) | Bericht | Versuche: Okelo (2) 5. erh., 8. n.erh. Erhöhungen: Oluche (1/2) | Tokyo Stadium, Chōfu |

| 30. Juli 2021 11:00 Uhr | Großbritannien | 31 : 0  | Kenia | Tokyo Stadium, Chōfu Schiedsrichter: Lauren Jenner (Neuseeland) |
| 30. Juli 2021 11:00 Uhr | Versuche: Joyce (2) 1. erh., 6. n.erh. Hunt 3. n.erh. Jones 9. erh. Thomson 14. erh. Erhöhungen: Hunt (1/3) Rowland (1/1) Holly Aitchison (1/1) | Bericht |       | Tokyo Stadium, Chōfu Schiedsrichter: Lauren Jenner (Neuseeland) |

| 30. Juli 2021 13:00 Uhr | Neuseeland | 33 : 0  | ROC | Tokyo Stadium, Chōfu Schiedsrichter: Hollie Davidson (Schottland) |
| 30. Juli 2021 13:00 Uhr | Versuche: Tui (2) 1. erh., 6. erh. Woodman 7. erh. Fuhler (2) 10. erh., 12. erh. Erhöhungen: Nathan-Wong (4/4) | Bericht |     | Tokyo Stadium, Chōfu Schiedsrichter: Hollie Davidson (Schottland) |

#### Gruppe B
| Pl. | Mannschaft | S | U | N | Ergb.  | Diff. | Pkt. |
| --- | ---------- | - | - | - | ------ | ----- | ---- |
| 1.  | Frankreich | 3 | 0 | 0 | 83:10  | + 73  | 9    |
| 2.  | Fidschi    | 2 | 0 | 1 | 72:29  | + 43  | 7    |
| 3.  | Kanada     | 1 | 0 | 2 | 45:57  | − 12  | 5    |
| 4.  | Brasilien  | 0 | 0 | 3 | 10:114 | − 104 | 3    |

| 29. Juli 2021 9:00 Uhr | Frankreich                                                      | 12 : 5  | Fidschi                   | Tokyo Stadium, Chōfu Schiedsrichter: Hollie Davidson (Schottland) |
| 29. Juli 2021 9:00 Uhr | Versuche: Horta 7. erh. Okemba 9. erh. Erhöhungen: Drouin (1/2) | Bericht | Versuche: Riwai 3. n.erh. | Tokyo Stadium, Chōfu Schiedsrichter: Hollie Davidson (Schottland) |

| 29. Juli 2021 9:30 Uhr | Kanada | 33 : 0  | Brasilien | Tokyo Stadium, Chōfu Schiedsrichter: Adam Jones (Wales) |
| 29. Juli 2021 9:30 Uhr | Versuche: Williams 6. erh. Wardley (2) 9. erh., 14.+1 n.erh. Paquin 11. erh. Landry 13. erh. Erhöhungen: Landry (4/5) | Bericht |           | Tokyo Stadium, Chōfu Schiedsrichter: Adam Jones (Wales) |

| 29. Juli 2021 16:30 Uhr | Kanada                                                                | 12 : 26 | Fidschi                                                                                          | Tokyo Stadium, Chōfu Schiedsrichter: Sara Cox (England) |
| 29. Juli 2021 16:30 Uhr | Versuche: Landry 7. erh. Moleschi 13. n.erh. Erhöhungen: Landry (1/1) | Bericht | Versuche: Uluinasau (2) 1. erh., 8. n.erh. Naimasi 3. erh. Riwai 5. erh. Erhöhungen: Riwai (3/4) | Tokyo Stadium, Chōfu Schiedsrichter: Sara Cox (England) |

| 29. Juli 2021 17:00 Uhr | Frankreich | 40 : 5  | Brasilien                 | Tokyo Stadium, Chōfu Schiedsrichter: Madeline Putz (Australien) |
| 29. Juli 2021 17:00 Uhr | Versuche: Ciofani (2) 2. erh., 4. n.erh. Guérin 6. erh., 9. erh. Utulele 11. erh. Grassineau 14. erh. Erhöhungen: Utulele (2/3) Izar (3/3) | Bericht | Versuche: Silva 8. n.erh. | Tokyo Stadium, Chōfu Schiedsrichter: Madeline Putz (Australien) |

| 30. Juli 2021 9:00 Uhr | Fidschi | 41 : 5  | Brasilien                 | Tokyo Stadium, Chōfu Schiedsrichter: Selica Winiata (Neuseeland) |
| 30. Juli 2021 9:00 Uhr | Versuche: Nakoci 4. erh. Ulunisau (4) 5. erh., 7. n.erh., 10. erh., 12. n.erh. Naimasi 2. n.erh. Ukuceva 14.+1 erh. Erhöhungen: Cavuru (2/4) Riwai (1/3) | Bericht | Versuche: Silva 3. n.erh. | Tokyo Stadium, Chōfu Schiedsrichter: Selica Winiata (Neuseeland) |

| 30. Juli 2021 9:30 Uhr | Kanada | 0 : 31  | Frankreich | Tokyo Stadium, Chōfu Schiedsrichter: Tex Rokovereni (Fidschi) |
| 30. Juli 2021 9:30 Uhr |        | Bericht | Versuche: Okemba 1. erh. Ciofani 4. n.erh. Ulutule 7. erh. Neisen 11. erh. Jacquet 14. n.erh. Erhöhungen: Ulutule (2/2) Izar (1/2) | Tokyo Stadium, Chōfu Schiedsrichter: Tex Rokovereni (Fidschi) |

#### Gruppe C
| Pl. | Mannschaft         | S | U | N | Ergb. | Diff. | Pkt. |
| --- | ------------------ | - | - | - | ----- | ----- | ---- |
| 1.  | Vereinigte Staaten | 3 | 0 | 0 | 59:33 | + 26  | 9    |
| 2.  | Australien         | 2 | 0 | 1 | 86:24 | + 62  | 7    |
| 3.  | China              | 1 | 0 | 2 | 53:54 | − 1   | 5    |
| 4.  | Japan              | 0 | 0 | 3 | 7:94  | − 87  | 3    |

| 29. Juli 2021 10:00 Uhr | Vereinigte Staaten | 28 : 14 | China                                                                  | Tokyo Stadium, Chōfu Schiedsrichter: Selica Winiata (Neuseeland) |
| 29. Juli 2021 10:00 Uhr | Versuche: Thomas 5. erh. Kirshe (2) 10. erh., 12. erh. Canett 14. erh. Erhöhungen: Heavirland (2/2) Kelter (1/1) Canett (1/1) | Bericht | Versuche: Wang 3. erh. Chen 14.+1 erh. Erhöhungen: Chen (1/1) Yu (1/1) | Tokyo Stadium, Chōfu Schiedsrichter: Selica Winiata (Neuseeland) |

| 29. Juli 2021 10:30 Uhr | Australien | 48 : 0  | Japan | Tokyo Stadium, Chōfu Schiedsrichter: Julianne Zussman (Kanada) |
| 29. Juli 2021 10:30 Uhr | Versuche: Caslick 1. erh. Tonegato (3) 3. n.erh., 7.+1 n.erh., 10. n.erh. Hayes (2) 6. erh., 8. erh. Levi (2) 11. erh., 14. erh. Erhöhungen: Williams (3/3) Hinds (1/2) | Bericht |       | Tokyo Stadium, Chōfu Schiedsrichter: Julianne Zussman (Kanada) |

| 29. Juli 2021 17:30 Uhr | Australien | 26 : 10 | China                                    | Tokyo Stadium, Chōfu Schiedsrichter: Tex Rokovereni (Fidschi) |
| 29. Juli 2021 17:30 Uhr | Versuche: Williams 3. erh. Caslick 6. n.erh. Nathan 8. erh. Ashby 9. erh. Erhöhungen: Williams (3/3) Hinds (1/2) | Bericht | Versuche: Yang 1. n.erh. Tang 13. n.erh. | Tokyo Stadium, Chōfu Schiedsrichter: Tex Rokovereni (Fidschi) |

| 29. Juli 2021 18:00 Uhr | Vereinigte Staaten                                                                     | 17 : 7  | Japan                                               | Tokyo Stadium, Chōfu Schiedsrichter: Paulo Duarte (Portugal) |
| 29. Juli 2021 18:00 Uhr | Versuche: Maher 1. n.erh. Matyas 4. n.erh. Ramsey 9. erh. Erhöhungen: Heavirland (1/1) | Bericht | Versuche: Koide 13. erh. Erhöhungen: Yamanaka (1/1) | Tokyo Stadium, Chōfu Schiedsrichter: Paulo Duarte (Portugal) |

| 30. Juli 2021 10:00 Uhr | China                                                                                                  | 29 : 0  | Japan | Tokyo Stadium, Chōfu Schiedsrichter: Adam Jones (Wales) |
| 30. Juli 2021 10:00 Uhr | Versuche: Xu (2) 1. erh., 5. n.erh. Wang 2. erh. Tang 8. n.erh. Yang 13. n.erh. Erhöhungen: Chen (2/4) | Bericht |       | Tokyo Stadium, Chōfu Schiedsrichter: Adam Jones (Wales) |

| 30. Juli 2021 10:30 Uhr | Australien                                                            | 12 : 14 | Vereinigte Staaten                                                     | Tokyo Stadium, Chōfu Schiedsrichter: Julianne Zussman (Kanada) |
| 30. Juli 2021 10:30 Uhr | Versuche: Williams 5. erh. Hayes 8. n.erh. Erhöhungen: Williams (1/2) | Bericht | Versuche: Emba 9. erh. Gustaitis 11. erh. Erhöhungen: Heavirland (2/2) | Tokyo Stadium, Chōfu Schiedsrichter: Julianne Zussman (Kanada) |

### K.-o.-Runde

#### Spiele um Platz 9 bis 12
| 30. Juli 2021 16:30 Uhr | Kanada | 45 : 0  | Brasilien | Tokyo Stadium, Chōfu Schiedsrichter: Tyler Miller (Australien) |
| 30. Juli 2021 16:30 Uhr | Versuche: Williams (2) 6. n.erh., 10. erh. Paquin (2) 7. erh, 8. erh. Benn 8. erh. Greenshields 14. erh. Erhöhungen: Landry (4/6) Nicholas (1/1) | Bericht |           | Tokyo Stadium, Chōfu Schiedsrichter: Tyler Miller (Australien) |

| 30. Juli 2021 17:00 Uhr | Kenia                                                                            | 21 : 17 | Japan                                                                             | Tokyo Stadium, Chōfu Schiedsrichter: Madeline Putz (Australien) |
| 30. Juli 2021 17:00 Uhr | Versuche: Okulu 4. erh. Omondi 8. erh. Atieno 14.+1 erh. Erhöhungen: Okulu (3/3) | Bericht | Versuche: Hara 2. n.erh. Koide 8. erh. Kajiki 10. erh. Erhöhungen: Yamanaka (1/3) | Tokyo Stadium, Chōfu Schiedsrichter: Madeline Putz (Australien) |

#### Spiel um Platz 11
| 31. Juli 2021 9:00 Uhr | Brasilien                                                                                               | 21 : 12 | Japan                                                | Tokyo Stadium, Chōfu Schiedsrichter: Sara Cox (England) |
| 31. Juli 2021 9:00 Uhr | Versuche: Kochhann 3. erh. Silva 7.+1 erh. Fioravanti 14. erh. Erhöhungen: Cerullo (2/2) Kochhann (1/1) | Bericht | Versuche: Hirotsu 4. erh. Erhöhungen: Yamanaka (1/1) | Tokyo Stadium, Chōfu Schiedsrichter: Sara Cox (England) |

#### Spiel um Platz 9
| 31. Juli 2021 9:30 Uhr | Kanada                                                                                               | 24 : 10 | Kenia                                         | Tokyo Stadium, Chōfu Schiedsrichter: Tex Rokovereni (Fidschi) |
| 31. Juli 2021 9:30 Uhr | Versuche: Williams 2. erh. Farella (2) 3. n.erh., 8. n.erh. Landry 11. erh. Erhöhungen: Landry (2/3) | Bericht | Versuche: Okello 6. n.erh. Ochieng 14. n.erh. | Tokyo Stadium, Chōfu Schiedsrichter: Tex Rokovereni (Fidschi) |

#### Viertelfinale
| 30. Juli 2021 17:30 Uhr | Neuseeland | 36 : 0  | ROC | Tokyo Stadium, Chōfu Schiedsrichter: Sara Cox (England) |
| 30. Juli 2021 17:30 Uhr | Versuche: Fitzpatrick 1. erh. Broughton 2. erh. Blyde 4. erh. Woodman (2) 8. erh., 13. n.erh. Tui 10. erh. Erhöhungen: Nathan-Wong (2/4) Pouri-Lane (1/2) | Bericht |     | Tokyo Stadium, Chōfu Schiedsrichter: Sara Cox (England) |

| 30. Juli 2021 18:30 Uhr | Fidschi                                                          | 14 : 12 | Australien                                                          | Tokyo Stadium, Chōfu Schiedsrichter: Paulo Duarte (Portugal) |
| 30. Juli 2021 18:30 Uhr | Versuche: Nakoci 1. erh. Naimasi 3. erh. Erhöhungen: Riwai (2/2) | Bericht | Versuche: Nathan 6. n.erh. Caslick 13. erh. Erhöhungen: Hinds (1/1) | Tokyo Stadium, Chōfu Schiedsrichter: Paulo Duarte (Portugal) |

| 30. Juli 2021 19:00 Uhr | Vereinigte Staaten                                                         | 12 : 21 | Großbritannien                                                                 | Tokyo Stadium, Chōfu Schiedsrichter: Amy Perrett (Australien) |
| 30. Juli 2021 19:00 Uhr | Versuche: Kirshe 11. n.erh. Tapper 14.+1 erh. Erhöhungen: Heavirland (1/2) | Bericht | Versuche: Joyce (2) 1. erh., 8. erh. Brown 3. erh. Erhöhungen: Aitchison (3/3) | Tokyo Stadium, Chōfu Schiedsrichter: Amy Perrett (Australien) |

| 30. Juli 2021 19:30 Uhr | Frankreich                                                                                         | 24 : 10 | China                                    | Tokyo Stadium, Chōfu Schiedsrichter: Hollie Davidson (Schottland) |
| 30. Juli 2021 19:30 Uhr | Versuche: Okemba (2) 5. erh., 11. n.erh. Drouin 7. erh. Ciofani 10. erh. Erhöhungen: Ulutule (2/2) | Bericht | Versuche: Tang (2) 2. n.erh., 12. n.erh. | Tokyo Stadium, Chōfu Schiedsrichter: Hollie Davidson (Schottland) |

#### Spiele um Platz 5 bis 8
| 31. Juli 2021 10:00 Uhr | ROC                                                     | 7 : 35  | Australien | Tokyo Stadium, Chōfu Schiedsrichter: Selica Winiata (Neuseeland) |
| 31. Juli 2021 10:00 Uhr | Versuche: Sdrokowa 7.+1 erh. Erhöhungen: Seredina (1/1) | Bericht | Versuche: Nathan 2. erh. Tonegato (2) 4. erh., 10. erh. Ashby 12. erh. Levi 14.+1 erh. Erhöhungen: Hinds (3/3) Williams (2/2) | Tokyo Stadium, Chōfu Schiedsrichter: Selica Winiata (Neuseeland) |

| 31. Juli 2021 10:30 Uhr | Vereinigte Staaten                                                                                                  | 33 : 14 | China                                                        | Tokyo Stadium, Chōfu Schiedsrichter: Adam Jones (Wales) |
| 31. Juli 2021 10:30 Uhr | Versuche: Thomas (2) 1. erh., 4. erh. Tapper 14. erh. Maher (2) 11. n.erh., 14.+1 erh. Erhöhungen: Heavirland (4/5) | Bericht | Versuche: Wanyu 2. erh. Chen 10. erh. Erhöhungen: Chen (2/2) | Tokyo Stadium, Chōfu Schiedsrichter: Adam Jones (Wales) |

#### Spiel um Platz 7
| 31. Juli 2021 16:30 Uhr | ROC                                          | 10 : 22 | China                                                                                   | Tokyo Stadium, Chōfu Schiedsrichter: Lauren Jenner (Neuseeland) |
| 31. Juli 2021 16:30 Uhr | Versuche: Tiron 3. n.erh. Seredina 5. n.erh. | Bericht | Versuche: Wang 7. erh. Yang 8. erh. Xu 9. n.erh. Chen 12. n.erh. Erhöhungen: Chen (1/4) | Tokyo Stadium, Chōfu Schiedsrichter: Lauren Jenner (Neuseeland) |

#### Spiel um Platz 5
| 31. Juli 2021 17:00 Uhr | Australien                                                                         | 17 : 7  | Vereinigte Staaten                                     | Tokyo Stadium, Chōfu Schiedsrichter: Julianne Zussman (Kanada) |
| 31. Juli 2021 17:00 Uhr | Versuche: Nathan 6. n.erh. Ashby 10. n.erh. Hayes 12. erh. Erhöhungen: Hinds (1/1) | Bericht | Versuche: Kirshe 11. erh. Erhöhungen: Heavirland (1/1) | Tokyo Stadium, Chōfu Schiedsrichter: Julianne Zussman (Kanada) |

#### Halbfinale
| 31. Juli 2021 11:00 Uhr | Neuseeland                                                                                               | 22 : 17 n. V. | Fidschi                                                                                   | Tokyo Stadium, Chōfu Schiedsrichter: Amy Perrett (Australien) |
| 31. Juli 2021 11:00 Uhr | Versuche: Broughton (2) 2. n.erh., 17. Woodman 10. erh. Fluhler 14. n.erh. Erhöhungen: Nathan-Wong (1/3) | Bericht       | Versuche: Solikoviti (2) 4. erh., 9. n.erh. Ulunisau 14.+2 n.erh. Erhöhungen: Riwai (1/3) | Tokyo Stadium, Chōfu Schiedsrichter: Amy Perrett (Australien) |

| 31. Juli 2021 11:30 Uhr | Großbritannien                                                                                   | 19 : 26 | Frankreich | Tokyo Stadium, Chōfu Schiedsrichter: Paulo Duarte (Portugal) |
| 31. Juli 2021 11:30 Uhr | Versuche: Joyce (2) 5. erh., 7.+1 n.erh. Smith 11. n.erh. Erhöhungen: Aitchison (1/2) Hunt (1/1) | Bericht | Versuche: Ciofani (2) 1. erh., 8. n.erh. Okemba 3. erh. Bertrand 7. erh. Erhöhungen: Drouin (2/3) Ulutule (1/1) | Tokyo Stadium, Chōfu Schiedsrichter: Paulo Duarte (Portugal) |

#### Spiel um Platz 3
| 31. Juli 2021 17:30 Uhr | Fidschi                                                                         | 21 : 12 | Großbritannien                                                 | Tokyo Stadium, Chōfu Schiedsrichter: Paulo Duarte (Portugal) |
| 31. Juli 2021 17:30 Uhr | Versuche: Nakoci (2) 1. erh., 6. erh. Ulunisau 10. erh. Erhöhungen: Riwai (3/3) | Bericht | Versuche: Jones (2) 9. n.erh., 12. erh. Erhöhungen: Hunt (1/1) | Tokyo Stadium, Chōfu Schiedsrichter: Paulo Duarte (Portugal) |

#### Finale
| 31. Juli 2021 18:00 Uhr | Neuseeland | 26 : 12 | Frankreich                                                          | Tokyo Stadium, Chōfu Schiedsrichter: Sara Cox (England) |
| 31. Juli 2021 18:00 Uhr | Versuche: Blyde 1. erh. Broughton 5. n.erh. Fluhler 6. erh. Nathan-Wong 11. erh. Erhöhungen: Nathan Wong (3/4) | Bericht | Versuche: Drouin 3. n.erh. Ciofani 8. erh. Erhöhungen: Drouin (1/2) | Tokyo Stadium, Chōfu Schiedsrichter: Sara Cox (England) |

### Abschlussplatzierungen
| Rang | Mannschaft         |
| ---- | ------------------ |
|      | Neuseeland         |
|      | Frankreich         |
|      | Fidschi            |
| 4    | Großbritannien     |
| 5    | Australien         |
| 6    | Vereinigte Staaten |
| 7    | China              |
| 8    | ROC                |
| 9    | Kanada             |
| 10   | Kenia              |
| 11   | Brasilien          |
| 12   | Japan              |

### Medaillengewinnerinnen
| Gold Neuseeland   | Michaela Blyde, Kelly Brazier, Gayle Broughton, Theresa Fitzpatrick, Stacey Fluhler, Sarah Hirini, Shiray Kaka, Tyla Nathan-Wong, Risealeaana Pouri-Lane, Alena Saili, Ruby Tui, Portia Woodman Trainer: Allan Bunting    |
| Silber Frankreich | Coralie Bertrand, Anne-Cécile Ciofani, Caroline Drouin, Camille Grassineau, Lina Guérin, Fanny Horta, Shannon Izar, Chloé Jacquet, Carla Neisen, Séraphine Okemba, Chloé Pelle, Jade Ulutule Trainer: Christophe Reigt    |
| Bronze Fidschi    | Lavena Cavuru, Raijieli Daveua, Sesenieli Donu, Laisana Likuceva, Rusila Nagasau, Ana Naimasi, Alowesi Nakoci, Roela Radiniyavuni, Viniana Riwai, Tokasa Seniyasi, Vasiti Solikoviti, Reapi Ulunisau Trainer: Saiasi Fuli |